# پاتریک سیمونز
پاتریک سیمونز (انگلیسی: Patrick Simmons؛ زادهٔ ۱۹ اکتبر ۱۹۴۸) یک موسیقی‌دان اهل ایالات متحده آمریکا است.